# 酒精濃度
酒精濃度（英語：Alcohol by volume，縮寫為ABV、abv或alc./vol.），又譯為酒精含量，酒精度、酒精量，酒精度數，酒精体积分数，酒精体积百分数，是一種標準計算方法，用來計算在一定體積的酒精飲料中，含有的乙醇比例，以體積百分比（英語：Volume percent）來表示。其計算方式為，在攝氏20 °C（68 °F）下，每100毫升的含酒精飲料中，含有多少毫升的純乙醇，以百分比方式呈現。在攝氏20 °C（68 °F）時，乙醇的密度為0.78924 g/ml。這個標準是世界通用的，另一個常見的標準是标准酒度。
在口語中，酒精濃度常被稱為xx度或xx%。舉例來說，啤酒一般的酒精濃度是4%至6%間。